# Anacompsa cucullata
Anacompsa cucullata är en kackerlacksart som beskrevs av Robert Walter Campbell Shelford 1910. Anacompsa cucullata ingår i släktet Anacompsa och familjen Polyphagidae.
Artens utbredningsområde är Tanzania. Inga underarter finns listade i Catalogue of Life.